# Церковь Параскевы Пятницы (Чернихово)
Церковь Параскевы Пятницы (бел. Царква Параскевы-Пятніцы) — храм Белорусского экзархата Русской православной церкви. Расположен в деревне Чернихово Барановичского района Брестской области Белоруссии. 21 сентября 2010 года Постановлением Совета Министров Республики Беларусь объекту присвоен статус историко-культурной ценности регионального значения.

## История
Первый храм в деревне Чернихово был построен из материала разобранного иезуитского костёла, перенесенного из деревни Лихосельцы. До 1835 года приход Чернихово был самостоятельный. После Полоцкого церковного собора 1839 года, приход был присоединён к Вольнянскому, а Черниховская церковь стала приписной. Поскольку храм был построен из материала, бывшего в употреблении, то вскоре он стал ветхим и оказался непригодным для совершения богослужений.
Новая церковь построена на месте прежнего обветшавшего храма и освещена 8 января 1895 года.  Деньги на строительство дал местный землевладелец, действительный статский советник В.И. Павлов — предводитель Минского губернского дворянства.
В 1960-х годах XX века церковь была закрыта и долгое время находилась в запустении. Трудами прихожан была отреставрирована. 13 февраля 1993 года архиепископом Пинским и Лунинецким Стефаном она была вновь освящена.

## Описание
Храмовая композиция на каменном основании включает в себя четверик, покрытый металлической кровлей на четыре ската и увенчанный массивной луковичной главой на глухом восьмигранном барабане. С востока к основному объему примыкает пятигранная алтарная апсида с маковкой, а с запада — небольшая трапезная и двухъярусная шатровая колокольня с луковичным венчанием. Снаружи храм обшит тесом и окрашен в небесные тона. Прямоугольные оконные проёмы обрамлены в фигурные наличники, лопатками закреплены углы всех объемов.